# Цуљковић
Цуљковић је насеље у Србији у општини Шабац у Мачванском округу. Према попису из 2022. било је 471 становника.

## Галерија
- Зграда школе
- Дом културе
- Споменик
- Панорама

## Демографија
У насељу Цуљковић живи 582 пунолетна становника, а просечна старост становништва износи 40,6 година (39,7 код мушкараца и 41,4 код жена). У насељу има 216 домаћинстава, а просечан број чланова по домаћинству је 3,33.
Ово насеље је великим делом насељено Србима (према попису из 2002. године), а у последња три пописа, примећен је пад у броју становника.
|  |

| Демографија | Демографија | Демографија |
| Година      | Становника  | Становника  |
| ----------- | ----------- | ----------- |
| 1948.       | 1.048       |             |
| 1953.       | 1.089       |             |
| 1961.       | 1.007       |             |
| 1971.       | 875         |             |
| 1981.       | 840         |             |
| 1991.       | 800         | 781         |
| 2002.       | 720         | 729         |

| Етнички састав према попису из 2002.‍ | Етнички састав према попису из 2002.‍ | Етнички састав према попису из 2002.‍ | Етнички састав према попису из 2002.‍ | Етнички састав према попису из 2002.‍ |
| ------------------------------------ | ------------------------------------ | ------------------------------------ | ------------------------------------ | ------------------------------------ |
|                                      |                                      |                                      |                                      |                                      |
| Срби                                 | Срби                                 |                                      | 710                                  | 98,61%                               |
| Румуни                               | Румуни                               |                                      | 3                                    | 0,41%                                |
| Роми                                 | Роми                                 |                                      | 1                                    | 0,13%                                |
| Немци                                | Немци                                |                                      | 1                                    | 0,13%                                |
| Албанци                              | Албанци                              |                                      | 1                                    | 0,13%                                |
| Југословени                          | Југословени                          |                                      | 1                                    | 0,13%                                |
| непознато                            | непознато                            |                                      | 3                                    | 0,41%                                |

| Година пописа     | 1948. | 1953. | 1961. | 1971. | 1981. | 1991. | 2002. |
| ----------------- | ----- | ----- | ----- | ----- | ----- | ----- | ----- |
| Број домаћинстава | 193   | 203   | 211   | 207   | 215   | 228   | 216   |

| Број чланова      | 1  | 2  | 3  | 4  | 5  | 6  | 7 | 8 | 9 | 10 и више | Просек |
| ----------------- | -- | -- | -- | -- | -- | -- | - | - | - | --------- | ------ |
| Број домаћинстава | 36 | 51 | 32 | 43 | 25 | 18 | 8 | 2 | 1 | 0         | 3,33   |

| Пол    | Укупно | Неожењен/Неудата | Ожењен/Удата | Удовац/Удовица | Разведен/Разведена | Непознато |
| ------ | ------ | ---------------- | ------------ | -------------- | ------------------ | --------- |
| Мушки  | 300    | 97               | 177          | 20             | 6                  | 0         |
| Женски | 310    | 52               | 177          | 76             | 5                  | 0         |
| УКУПНО | 610    | 149              | 354          | 96             | 11                 | 0         |

| Пол    | Укупно                    | Пољопривреда, лов и шумарство | Рибарство                            | Вађење руде и камена | Прерађивачка индустрија       |
| ------ | ------------------------- | ----------------------------- | ------------------------------------ | -------------------- | ----------------------------- |
| Мушки  | 223                       | 169                           | 0                                    | 0                    | 11                            |
| Женски | 147                       | 133                           | 0                                    | 0                    | 5                             |
| УКУПНО | 370                       | 302                           | 0                                    | 0                    | 16                            |
| Пол    | Производња и снабдевање   | Грађевинарство                | Трговина                             | Хотели и ресторани   | Саобраћај, складиштење и везе |
| Мушки  | 1                         | 5                             | 8                                    | 1                    | 6                             |
| Женски | 0                         | 0                             | 2                                    | 1                    | 0                             |
| УКУПНО | 1                         | 5                             | 10                                   | 2                    | 6                             |
| Пол    | Финансијско посредовање   | Некретнине                    | Државна управа и одбрана             | Образовање           | Здравствени и социјални рад   |
| Мушки  | 0                         | 0                             | 7                                    | 2                    | 0                             |
| Женски | 0                         | 0                             | 1                                    | 0                    | 1                             |
| УКУПНО | 0                         | 0                             | 8                                    | 2                    | 1                             |
| Пол    | Остале услужне активности | Приватна домаћинства          | Екстериторијалне организације и тела | Непознато            | Непознато                     |
| Мушки  | 3                         | 0                             | 0                                    | 10                   | 10                            |
| Женски | 1                         | 0                             | 0                                    | 3                    | 3                             |
| УКУПНО | 4                         | 0                             | 0                                    | 13                   | 13                            |